# Цивцкаро
Цивцкаро (груз. ცივწყარო) — село в Грузии, в муниципалитете Душети края Мцхета-Мтианети. 

## География
Село расположено в северной части края, в 12 километрах по прямой к северу от центра муниципалитета Душети. Высота центра — 900 метров над уровнем моря.

## Население
По данным переписи населения 2014 года, в селе проживало 260 человек.
| Год  | Население |
| ---- | --------- |
| 2002 | 284       |
| 2014 | 260       |